# Хуай Цзиньпэн
Хуай Цзиньпэн (кит. 怀进鹏, род. 20 декабря 1962, Харбин, Хэйлунцзян) — китайский учёный и политический деятель, министр образования КНР с 20 августа 2021 года. Действительный член Академии наук КНР (2009).
Ранее секретарь партотделения КПК Китайской ассоциации по науке и технике (2017—2021), заместитель секретаря горкома КПК Тяньцзиня (2016—2017), ректор (2009—2015) Бэйханского университета (Пекинский университет авиации и космонавтики).
Член Центрального комитета Компартии Китая 19 и 20-го созывов.

## Биография
Родился 20 декабря 1962 года в уезде Харбин, провинция Хэйлунцзян.
В 1984 году окончил Цзилиньский промышленный университет (позднее объединён с Цзилиньским университетом). В январе 1986 года вступил в Коммунистическую партию Китая. В сентябре 1987 года получил диплом магистра информационных технологий в Харбинском политехническом университете. В ноябре 1993 года защитил диссертацию в Бейханском университете, доктор философии (PhD). С 1995 по 1996 гг. работал в качестве приглашённого учёного в Колумбийском университете.
В декабре 2000 года получил назначение заместителем секретаря партотделения КПК и проректором Бейханского университета. В мае 2009 года утверждён ректором университета в ранге заместителя министра Центрального правительства. В том же году избран действительным членом (академиком) Китайской академии наук.
В феврале 2015 года назначен заместителем министра информационных технологий КНР. В декабре следующего года вступил в должность заместителя секретаря горкома КПК Тяньцзиня. В сентябре 2017 года занял пост секретаря партотделения КПК Китайской ассоциации по науке и технике.
20 августа 2021 года решением 30-й сессии Постоянного комитета Всекитайского собрания народных представителей 13-го созыва назначен министром образования КНР.